# Freeway (рэпер)
Лэсли Приджен, известный под сценическим псевдонимом Freeway — американский рэпер, начало карьере которого дал Jay-Z, подписав его на свой лейбл Roc-A-Fella. Его отличительная черта — длинная борода, которая символизирует его преданнось исламу. Свой псевдоним рэпер заимствовал у пользующегося дурной славой торговца наркотиками Фриуэй Рикки Росса.

## Дискография

### Альбомы
- Philadelphia Freeway (2003), Def Jam/Roc-A-Fella
- Free at Last (2007), Def Jam/Roc-A-Fella/G-Unit
- Month of Madness (2009)

### Синглы
- 2002: «Line 'Em Up» (при участии Young Chris)
- 2002: «What We Do» (при участии Jay-Z & Beanie Sigel)
- 2003: «Flipside» (при участии Peedi Crakk)
- 2003: «Alright» (при участии Allen Anthony)
- 2005: «Where U Been»
- 2007: «Roc-A-Fella Billionaires» (при участии Jay-Z)
- 2007: «Still Got Love»
- 2007: «It’s Over»
- 2007: «Step Back» (при участии Lil Wayne)
- 2007: «Lights Get Low» (при участии Rick Ross & Dre)
- 2008: «How We Ride» (на альбоме White Van Music от Jake One)
- 2008: «The Truth» (при участии Brother Ali; на альбоме White Van Music от Jake One)
- 2009: «When I Die» (при участии James Blunt)